# Mikkel Jacobsen
Mikkel Jacobsen (ur. 13 czerwca 1989 w Nykøbing Falster) – duński wioślarz.

## Osiągnięcia
- Mistrzostwa Świata Juniorów – Pekin 2007 – czwórka podwójna – 19. miejsce[1].
- Mistrzostwa Świata U-23 – Brześć 2010 – dwójka podwójna – 23. miejsce[1].
- Mistrzostwa Europy – Montemor-o-Velho 2010 – czwórka podwójna – 12. miejsce[1].